# Torsten Törnqvist
Karl Lennart Torsten Törnqvist, född 25 maj 1936 i Katarina församling i Stockholms stad, död 27 oktober 2014 i Roslagsbro-Vätö församling i Stockholms län, var en svensk militär.

## Biografi
Törnqvist avlade officersexamen vid Krigsskolan 1958 och utnämndes samma år till fänrik i armén, varefter han befordrades till kapten vid Roslagens luftvärnsregemente 1966. Han var lärare vid Luftvärnsskjutskolan 1970–1973 och befordrades till major 1972. åren 1973–1977 var han detaljchef i Operationsledningen i Försvarsstaben, 1976 befordrad till överstelöjtnant. Han var bataljonschef vid Sundsvalls luftvärnsregemente 1977–1979 och avdelningschef vid Luftvärnsinspektionen på Arméstaben 1979–1984. Åren 1984–1988 var han chef för Luftvärnsskjutskolan, befordrad till överste 1985. Slutligen var han chef för Roslagens luftvärnsregemente 1988–1993.